# Wilhelm Kjellström
Olof Wilhelm Kjellström, född 15 juli 1890 i Stockholm, död 8 maj 1970 i Lidingö, var en svensk advokat. 
Han var son till Olof Kjellström och första gången gift 1925 med Dagmar Sahlin (1905–1938) samt andra gången 1940 med Rut Sohlman (1899–2004).
Efter studentexamen i Stockholm 1909 blev Kjellström juris kandidat vid Stockholms högskola 1915, genomförde tingstjänstgöring i Nordals, Sundals och Valbo domsaga samt i Kinda och Ydre domsaga 1917–1919, var biträdande jurist vid Alexandersson & Littorins advokatbyrå i Stockholm 1920–1923 och var därefter innehavare av egen advokatbyrå. Han invaldes som ledamot av Sveriges Advokatsamfund 1922.
Göran Luterkort, sedermera ordförande i Sveriges Advokatsamfund, tjänstgjorde vid Kjellströms advokatbyrå 1953–1961.
Wilhelm Kjellström är begravd på Lidingö kyrkogård.